# Fosh

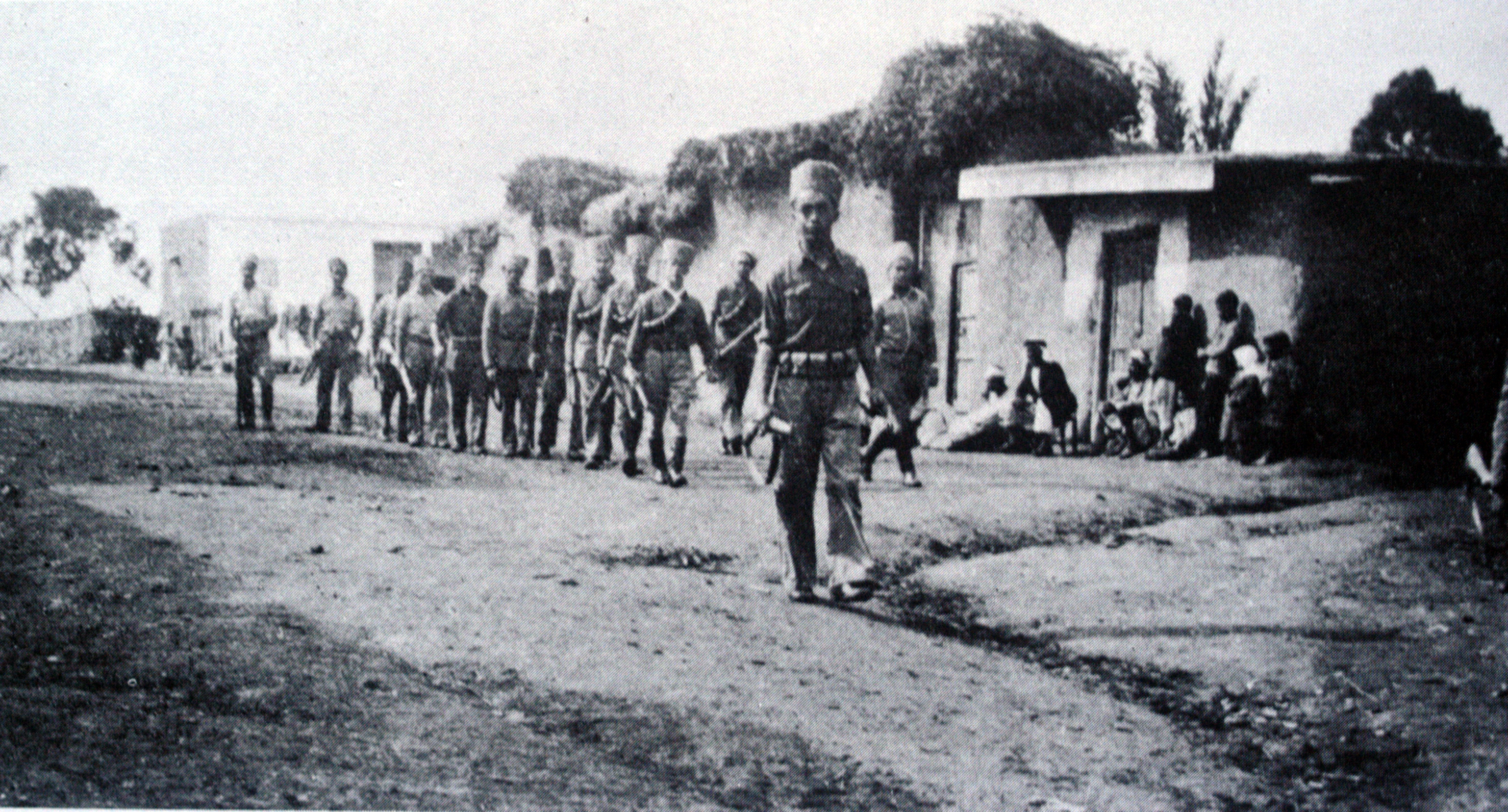
Una unidad del Fosh a su paso a través de Gaza

El Fosh (en hebreo: פו"ש, acrónimo para Plugot Sadeh (פלוגות השדה), "Unidades terrestres") fue una fuerza de élite establecida como brazo de operaciones especiales de la Haganá en 1937 durante la Gran Revuelta Árabe de 1936-1939 en el Mandato Británico de Palestina. Sus miembros fueron escogidos por Yitzhak Sadeh, Comandante de la Policía de Asentamientos Judíos.
En marzo de 1938, el Fosh tenía 1.500 combatientes entrenados divididos en 13 grupos regionales. Estaban armados con granadas, fusiles y algunas armas de pequeño calibre robados a los británicos. Atacaron las aldeas árabes en incursiones rápidas con los Escuadrones Nocturnos Especiales de Charles Orde Wingate, aprovechando al máximo la ventaja de su movilidad.
La Fosh se disolvió en 1939 para crear una fuerza mayor, conocida como el Hish (Heil Sadeh, "Fuerza terrestre"). Durante la Segunda Guerra Mundial los veteranos del Fosh fueron entrenados por los británicos para  redadas de comandos nocturnos.